# 2×2 (电视频道)
2×2（俄語：Дважды два，Dvazhdy dva）於1989年成立，是俄羅斯最具歷史的私營娛樂電視频道，自2007年集中於中電視動畫方面。

## 歷史
2×2成立於1989年，並於1990年9月27日開播。自此，2×2便成為了蘇聯首個私營電視台。而在2×2成立了兩年後蘇聯便解體了。因此，2×2是蘇聯極少量的私營電視台之一。
初時2×2只播放了半小時廣告、音樂片段及動畫而已，但它從1993年後開始直播新聞。同年，2×2管理層與MTV歐洲台商討把一些MTV歐洲的節目翻譯成俄語再於2x2播放。1994年至1995年之間是2×2的高峰時期，但該頻道最後在1997年停播。
十年後，正在停播的2×2又再開播。但該台集中播放針對成人或青少年的動畫，而大部份節目皆來自美國及日本，2009年後更開始播放真人秀。

## 現況
於2006年初，ProfMedia媒體公司收購了2×2，並開始在莫斯科、莫斯科市郊及圣彼得堡廣播，一年後，2×2更會24小時播放动画。该频道的目标观众是11至34歲的年齡群，而2×2更將他們細分為：年龄较大的儿童、居住於城市的人、收入不錯的家庭、喜欢骑滑板和滚轴溜冰鞋的青年、穿的衣服和裝飾像卡通人物的人、玩电脑游戏的人、以及想要电视娱乐的人。於2008年，2×2開始進行全国广播。截至2012年，2×2的覆蓋範圍已擴大至整個俄羅斯的300多個城市和小鎮。據2010年統計，2×2在俄羅斯11至34歲年齡群中的收視率為1.6%。
於2008年9月24日，因其電視牌照過期，所以2×2向俄羅斯媒體文化保護部（Rossvyazohrankultura）申請續牌。俄羅斯媒體文化保護部批准其請求，並將2×2的電視牌照延期5年，其有效期延伸至2013年10月17日。而這次2×2申請續牌的行動是由俄罗斯联邦广播委员会建議。印刷和大众媒体联邦机构主席米哈伊尔·谢斯拉温斯基指出，建議2×2申請續牌是一个經一致决定的建议。

## 爭議與批評
2×2多次因播放有問題的節目而遭投訴。其中一次更加被俄羅斯媒體文化保護部警告。
於2008年2月，俄羅斯媒體文化保護部警告2×2播放開心樹朋友和大杰夫历险记是宣揚暴力和肆虐，傷害兒童的身體健康及道德觀發展，攻擊社會道德等等。該部門警告該頻道要停止播放上述節目。
不久，俄羅斯五旬節運動教會批評2×2播放南方公園和辛普森家庭。他們的要求關閉該台，但被媒體文化保護部拒絕。
另外，其他投訴2×2的觀眾則主要圍繞其暴力、虐待和色情相關的內容。另外，2×2播放的日本動畫一騎當千也受到投訴。俄罗斯基督教领袖指出該動畫包含残暴內容和儿童色情情節。
2×2的附屬公司ProfMedia的主席拉斐尔·哈古普夫笑言本國媒體文化保護部是因国家向俄羅斯媒體文化保護部施放压力才不支持該频道。相反本頻道亦因其大膽的行為而獲得不少人支持。在於2008年8月，有不少2×2的支持者和觀眾在莫斯科和圣彼得堡举办集会，以表達對頻道的支持。
於2009年7月，2×2於南方公園的其中一集中截取了一個畫面關於俄羅斯總統普京是一位「貪心及令人絕望的領導人」，宣揚「對俄羅斯政府的批評及憤怒討論」的風氣。

## 外部連結
- 官方网站 （俄文）
- 2×2 Facebook專頁（页面存档备份，存于）
- 2×2資料
- 2×2資料（页面存档备份，存于）